# 圣西尔勒格拉沃莱
圣西尔勒格拉沃莱（法語：Saint-Cyr-le-Gravelais，法語發音：[sɛ̃ siʁ lə ɡʁavlɛ]）是法国马耶讷省的一个市镇，位于该省西部偏南，属于拉瓦勒区。

## 地理
圣西尔勒格拉沃莱（48°2'6"N, 1°1'38"W）面积19.82 平方千米，位于法国卢瓦尔河地区大区马耶讷省，该省份为法国西北部内陆省份，北起芒什省和奧恩省，西接伊勒-维莱讷省，南至曼恩-卢瓦尔省，东临萨尔特省。
与圣西尔勒格拉沃莱接壤的市镇（或旧市镇、城区）包括：勒佩特尔、乌东河畔博略、拉格拉韦勒、蒙让、卢瓦龙-吕耶。

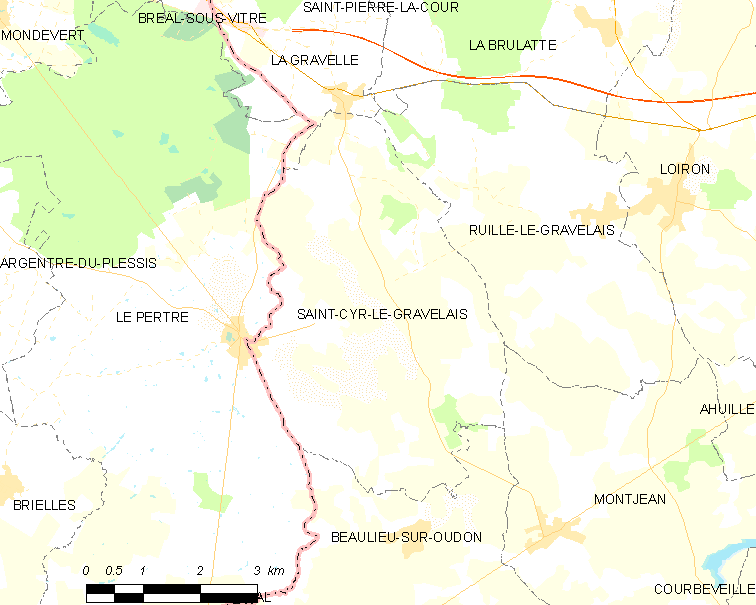
圣西尔勒格拉沃莱的OSM定位图

圣西尔勒格拉沃莱的时区为UTC+01:00、UTC+02:00（夏令时）。

## 行政
圣西尔勒格拉沃莱的邮政编码为53320，INSEE市镇编码为53209。

## 政治
圣西尔勒格拉沃莱所属的省级选区为卢瓦龙-吕耶县。

## 人口

1962-2008年间圣西尔勒格拉沃莱人口变化图示

圣西尔勒格拉沃莱于2022年1月1日时的人口数量为559人。